# Amani Keelukuntekere, Chintamani
Amani Keelukuntekere là một làng thuộc tehsil Chintamani, huyện Kolar, bang Karnataka, Ấn Độ.